# Belmont (ort i Irland)
Belmont är en ort i republiken Irland.   Den ligger i grevskapet Uíbh Fhailí och provinsen Leinster, i den centrala delen av landet, 110 km väster om huvudstaden Dublin. Belmont ligger 61 meter över havet och antalet invånare är 209.
Terrängen runt Belmont är mycket platt. Runt Belmont är det ganska glesbefolkat, med 26 invånare per kvadratkilometer. Närmaste större samhälle är Athlone, 18,8 km norr om Belmont. Trakten runt Belmont består i huvudsak av gräsmarker.